# Saint-Martin-d'Ollières
Saint-Martin-d'Ollières è un comune francese di 148 abitanti situato nel dipartimento del Puy-de-Dôme nella regione dell'Alvernia-Rodano-Alpi.

## Società

### Evoluzione demografica
Abitanti censiti